# Tangbo-Djevié
Tangbo-Djevié è un arrondissement del Benin situato nella città di Zè (dipartimento dell'Atlantico) con 11.756 abitanti (dato 2006).